# Cervecería John Smith
La cervecería John Smith's, situada en Tadcaster (North Yorkshire, Inglaterra), produce cervezas como John Smith's, la cerveza amarga más vendida en el Reino Unido desde mediados de los años noventa.
La mayor parte de las ventas de John Smith's corresponden al producto nitrogenado Extra Smooth, aunque también se comercializa a escala nacional una variante acondicionada en barril. En el noreste de Inglaterra también se comercializa una variante más fuerte llamada Magnet. John Smith's Cask y Magnet son producidas bajo licencia por Cameron's en Hartlepool.
John Smith adquirió la cervecería Backhouse & Hartley en 1852. Tras una serie de adquisiciones en el periodo posterior a la Segunda Guerra Mundial, la empresa se convirtió en una de las mayores cerveceras regionales del país, con más de 1.800 locales autorizados. En 1970, Courage adquirió la empresa y amplió la distribución de sus productos al sur de Inglaterra. Courage fue adquirida por Scottish & Newcastle en 1995, y las operaciones fueron compradas por Heineken en 2008.
En la fábrica de cerveza de Tadcaster se producen John Smith's Extra Smooth y Original, así como una gama de productos Heineken que incluye Amstel y Kronenbourg 1664. Con una capacidad de 38 millones de litros, la fábrica es una de las mayores del país.
John Smith's se hizo famosa por una serie de campañas publicitarias televisivas de gran éxito con el tema «Sin tonterías», protagonizadas por el adusto personaje de Yorkshire «Arkwright» durante los años setenta y ochenta (emitido solo en el sur de Inglaterra), seguido por los cómicos Jack Dee durante los noventa y Peter Kay desde 2002. La marca también está asociada a las carreras de caballos: fue el principal patrocinador del Grand National entre 2005 y 2013, del Northumberland Plate desde 2003 hasta 2016, y patrocina la John Smith's Cup desde 1960.

## Historia

### Inicios

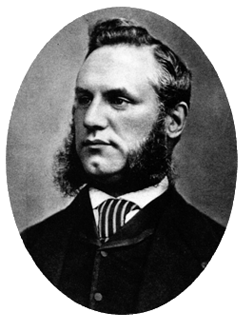
John Smith

Stephen Hartley comenzó a fabricar cerveza en Tadcaster en 1758. Jane Hartley hipotecó la cervecería a David Backhouse y John Hartley en 1845. Samuel Smith, de Leeds, consiguió que su hijo John entrara en el negocio en 1847. Jane Hartley murió en 1852 y John Smith adquirió el negocio, con la ayuda de su hermano William. La prosperidad de las décadas de 1850 y 1860, junto con la llegada del ferrocarril, brindó mayores oportunidades a los cerveceros, y John Smith empleaba a ocho hombres en su empresa de elaboración y malteado en 1861.
Las operaciones llegaron a ser considerables durante el último cuarto del siglo XIX Smith murió en 1879, dejando un patrimonio valorado en menos de 45.000 libras (unos 4,1 millones de libras en 2016 ajustados a la inflación), y sus bienes fueron heredados conjuntamente por sus dos hermanos, William y Samuel Smith, curtidor. William compró la parte de Samuel del patrimonio personal de su hermano y construyó una moderna fábrica de cerveza en 1883-1844, con un coste de 130.000 libras (9,7 millones de libras en 2013). Para entonces, el negocio contaba con más de 100 empleados. William Smith murió en 1886, y la empresa fue heredada en sociedad por sus dos sobrinos, Henry Herbert Riley (1863-1911) y Frank Riley, en adelante conocidos como Riley-Smith según los términos de su testamento.
La empresa se expandió a lo largo de la década de 1880 creando una red de agencias, estableciendo dieciséis oficinas en poblaciones cercanas y ofreciendo descuentos comerciales gratuitos en su cerveza del 20 por ciento o superiores. En 1889, la fábrica de cerveza tenía una producción anual de 150.000 barriles. En 1889, se nombró al primer cervecero jefe de la empresa formado científicamente, Percy Clinch, hijo de Charles Clinch de la fábrica de cerveza Eagle Brewery de Witney.  En 1892, la sociedad se convirtió en una sociedad limitada llamada John Smith's Tadcaster Brewery Company Limited, con Henry Herbert Riley-Smith como presidente. En 1899, la empresa adquirió Simpson & Co de Market Weighton, con 51 bares, y convirtió la fábrica de cerveza en una maltería.
A finales de siglo, la cervecería estaba considerada como una de las mejor gestionadas de Gran Bretaña, «sinónimo de gestión de primera clase». En 1907, se adquirió John Marples de Sheffield, distribuidor de vinos y licores. La empresa comenzó a embotellar su propia cerveza en Tadcaster a partir de 1907. En 1912, la empresa poseía más de 250 caballos, 41 de los cuales prestaron servicio durante la Primera Guerra Mundial. La cerveza con gas artificial se embotelló por primera vez en 1923. En 1929 se eliminaron gradualmente los coches de caballos. Durante las guerras mundiales y algún tiempo después, el Gobierno subió los impuestos sobre la cerveza y obligó a los cerveceros a reducir su graduación. Durante este periodo, hubo que utilizar sustitutos de la cebada malteada para la fabricación de cerveza, como cebada en copos, avena y centeno.
En 1947 se jubiló el último de los caballos de la empresa. Los caballos habían transportado cerveza a todas las zonas de los alrededores de la cervecería, hasta Pateley Bridge. A partir de 1948, la empresa exportó cerveza a Bélgica, donde fue embotellada y distribuida por la cervecería Tilkens. En 1950 hubo una huelga general en Bélgica, y John Smith's contrató dos aviones bombarderos pesados Handley Page Halifax para transportar cargas de 7 toneladas dos veces al día de sus cervezas al país con el fin de garantizar el suministro. En 1953, la empresa se convirtió en sociedad anónima, con unos activos fijos de unos 5 millones de libras, 1.000 locales con licencia y unos 1.100 empleados. En 1958, se adquirió Whitworth, Son & Nephew de Wath-upon-Dearne, con 165 locales con licencia, y se cerró inmediatamente la fábrica de cerveza. En 1959, la empresa comenzó a embotellar la cerveza importada Alken en Tadcaster, en respuesta a la creciente demanda de los clientes. En 1961, la empresa también comenzó a embotellar la cerveza Carlsberg. En 1960, la empresa contaba con 909 bares.
En 1961, John Smith's adquirió la Barnsley Brewery Company, añadiendo 250 establecimientos con licencia a su creciente patrimonio. En 1962, la empresa adquirió Warwicks & Richardsons de Newark-on-Trent, con 474 bares. Aunque se llevó a cabo cierta racionalización de productos, se mantuvieron líneas populares como la Warwicks' Milk Maid Stout. John Smith's cerró todas las cervecerías que adquirió, excepto Barnsley, donde invirtió en la fábrica y añadió la producción de cervezas John Smith a las instalaciones, además de aumentar la distribución de Barnsley Bitter. Como resultado de las adquisiciones, en 1967 John Smith's era la tercera cervecera regional más grande del país después de Courage y Scottish & Newcastle, con unos activos fijos de 30 millones de libras. Las adquisiciones diluyeron la participación de la familia Riley-Smith en la empresa a alrededor del 10%.

### 1970-presente: Adquisición de Courage y crecimiento de John Smith's Bitter

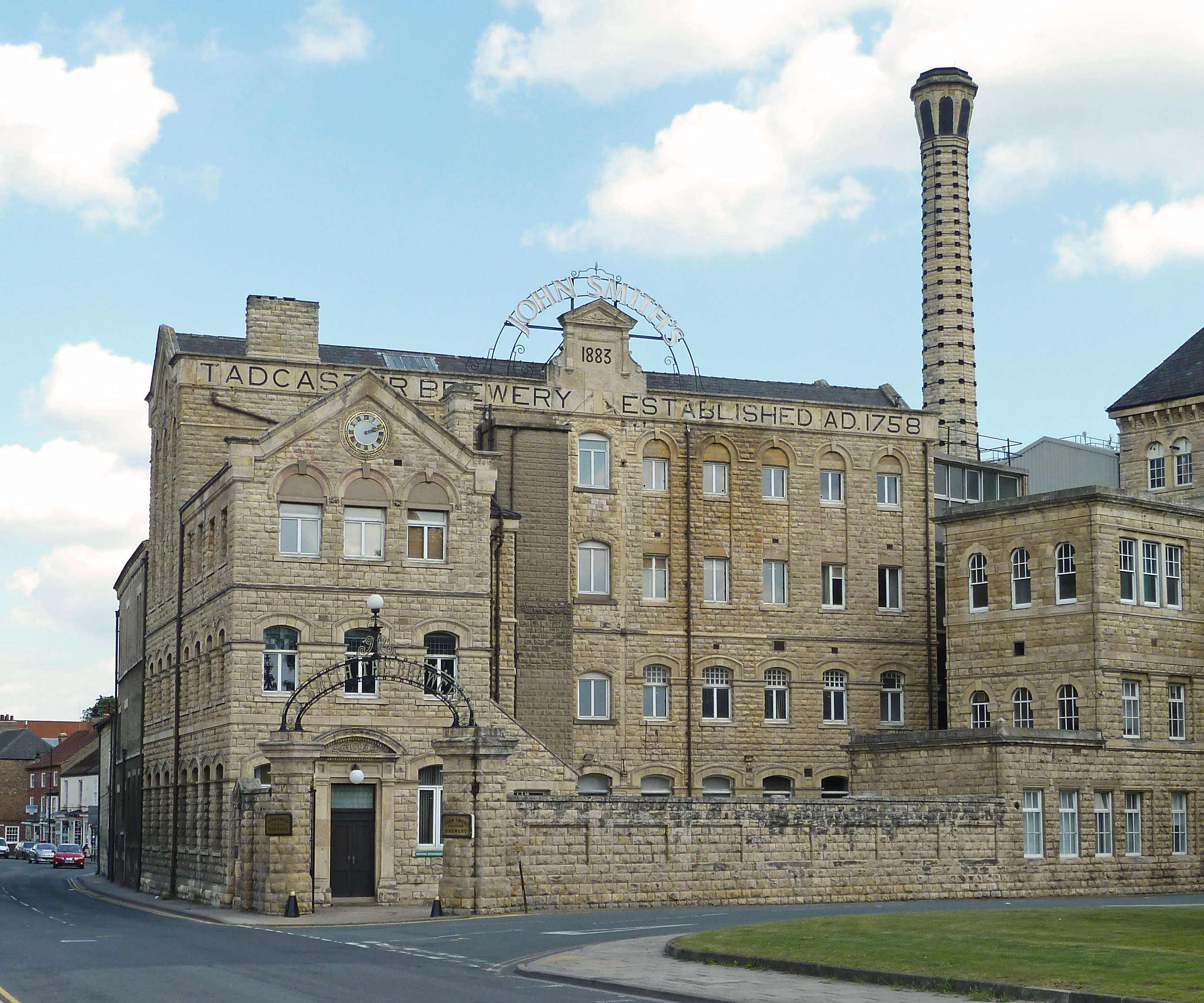
Cervecería de William Smith de 1884, Tadcaster

En octubre de 1970, Courage compró John Smith's en una adquisición amistosa que valoró la empresa en 40 millones de libras (equivalentes a 782 millones de libras en 2023). Para entonces, John Smith's poseía unos 1.800 locales con licencia en todo el norte de Inglaterra, y tan al sur como Lincolnshire, Nottinghamshire y partes de Cambridgeshire y Shropshire. La empresa fusionada poseía activos por valor de 137 millones de libras. Al combinar la fuerza de Courage en el sur de Inglaterra y la de John Smith en el norte, se creó una empresa cervecera nacional. La cerveza Magnet Pale Ale embotellada de John Smith fue seleccionada para su distribución a escala nacional en todo el grupo, y la adquisición facilitó una distribución más amplia de las marcas de Courage, como Tavern Keg.
La fábrica de cerveza de Tadcaster se remodeló y amplió considerablemente a lo largo de 1974. Courage cerró la fábrica de cerveza de Barnsley en 1976, con la pérdida de 200 puestos de trabajo. Barnsley Bitter fue sustituida por John Smith's bitter. Courage argumentó que la modernización de la fábrica de Barnsley habría requerido una inversión «masiva». En The Times se informó de que, en general, los propietarios se mostraban indiferentes al cambio, ya que los perfiles de sabor de John Smith's bitter y Barnsley bitter eran similares.
Tras el éxito de las pruebas de comercialización realizadas en 1974, John Smith's Bitter se distribuyó en el sur de Inglaterra a partir de 1979, acompañada de un amplio presupuesto de marketing. Dado que las investigaciones realizadas por Courage indicaban que los bebedores del sur consideraban que la cerveza amarga de Yorkshire era superior, la cerveza se vendió allí con el nombre de John Smith's Yorkshire Bitter.  Las ventas de la cerveza se duplicaron en 1981 debido al aumento de los puntos de venta libres en el sur, y en 1982 era la marca más vendida de Courage y la cerveza amarga en lata más vendida del Reino Unido.
En 1982, las marcas de John Smith's incluían Yorkshire Bitter, Magnet Pale Ale, Export Pale, Sweet Stout, Double Brown y Magnet Old. En diciembre de 1983, se reintrodujo John Smith's Cask (3,8% ABV), siete años después de haber sido eliminada.  En junio de 1985, John Smith's producía 1,7 millones de hectolitros (1,0 millones de barriles imperiales) de cerveza al año. En noviembre de ese año, se inauguró una nueva fábrica de cerveza, con un coste de 5 millones de libras.  La producción de la cerveza rubia Foster's comenzó en 1987.
En 1993, se lanzó John Smith's Extra Smooth en lata. En febrero de 1995 se introdujo en barril y se distribuyó a 10.000 bares y locales. Se trata de una versión nitrogenada de la cerveza pasteurizada, que pasó a llamarse John Smith's Original para diferenciar ambos productos.
En 2005, Scottish & Newcastle afirmó que John Smith's estaba disponible en 40.000 puntos de venta de todo el Reino Unido. En 2007, Scottish & Newcastle trasladó la producción de John Smith's Cask de Tadcaster a Burtonwood, cerca de Warrington, y la producción de John Smith's Magnet a Camerons Brewery de Hartlepool. En 2008 se lanzaron tres cervezas de edición limitada para celebrar el 250 aniversario de la cervecería. En 2010 Heineken interrumpió la producción de John Smith's Magnet en barril, aunque sigue disponible en barriles. En 2011, la producción de John Smith's Cask se trasladó a Cameron's Brewery. Desde 2012, John Smith's es la sexta marca de cerveza más vendida en el Reino Unido y la bitter más vendida del mundo.  A partir de febrero de 2013, John Smith's Extra Smooth y Original se redujeron de 3,8 a 3,6% ABV. Según Heineken, la decisión se tomó para equiparar el producto a la fuerza de sus principales competidores, como Tetley, Boddingtons y Worthington.

## Cervezas
- John Smith's Extra Smooth (3,6% ABV). La variante más vendida, disponible en barriles y latas. Está nitrogenada y pasteurizada.
- John Smith's Original (3,6% ABV). Igual que la Extra Smooth, pero carbonatada en lugar de nitrogenada.
- John Smith's Cask (3,8% ABV). Disponible en todo el país, pero se encuentra sobre todo en el corazón de Yorkshire.
- John Smith's Magnet (4% ABV). Un producto de barril, que se encuentra con mayor frecuencia en el noreste y Yorkshire.
- John Smiths Golden Ale (4% ABV). Disponible sólo en lata, es una pale ale ligeramente lupulada.

## Cervecería

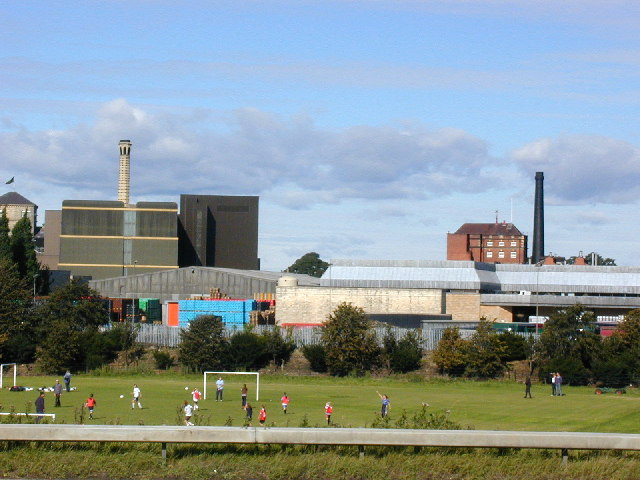
Edificios modernos de la fábrica de cerveza John Smith's.

La cervecera elabora 3,8 millones de hectolitros anuales (1,3 millones de los cuales son de cerveza John Smith's), y en 2008 empleaba a unas 300 personas. Tiene dos líneas de barriles, dos de botellas y una de conservas.  Actualmente elabora y envasa las marcas de cerveza rubia John Smith's Original, John Smith's Extra Smooth y Newcastle Brown Ale, y las marcas de cerveza rubia Foster's, Kronenbourg 1664 (Kronenbourg es una marca propiedad de Carlsberg elaborada bajo licencia por Heineken en el Reino Unido), Amstel y Tiger.
Desde 1913 hasta 1975 se utilizaron en la fábrica de cerveza recipientes de pizarra Yorkshire Square. Al menos en 1953 se utilizaban Yorkshire Squares de acero inoxidable, pero se retiraron en la década de 1980 y en la actualidad la fábrica de cerveza utiliza tanques cónicos. En 1953, el terreno de la fábrica de cerveza ocupaba 20 acres.
Las barricas de madera seguían utilizándose en los años 60. La línea de cerveza de barril se retiró en 1976, pero se restauró en 1984. Alrededor de 1982 se instaló una nueva línea de enlatado y una nueva sala de cocción.
En 1984, la sala de cocción original se convirtió en un museo de la cervecería. En noviembre de 1985, se inauguró una nueva sala de cocción con un coste de 5 millones de libras. La producción de Foster's Lager comenzó en 1987 2 millones de barriles al año. Scottish & Newcastle utilizaba la John Smith's Brewery para elaborar muchas de sus marcas de cerveza ale. En 2004 se inauguró una nueva planta de embotellado de 24 millones de libras, descrita como la planta de embotellado más moderna de Europa.

## Publicidad

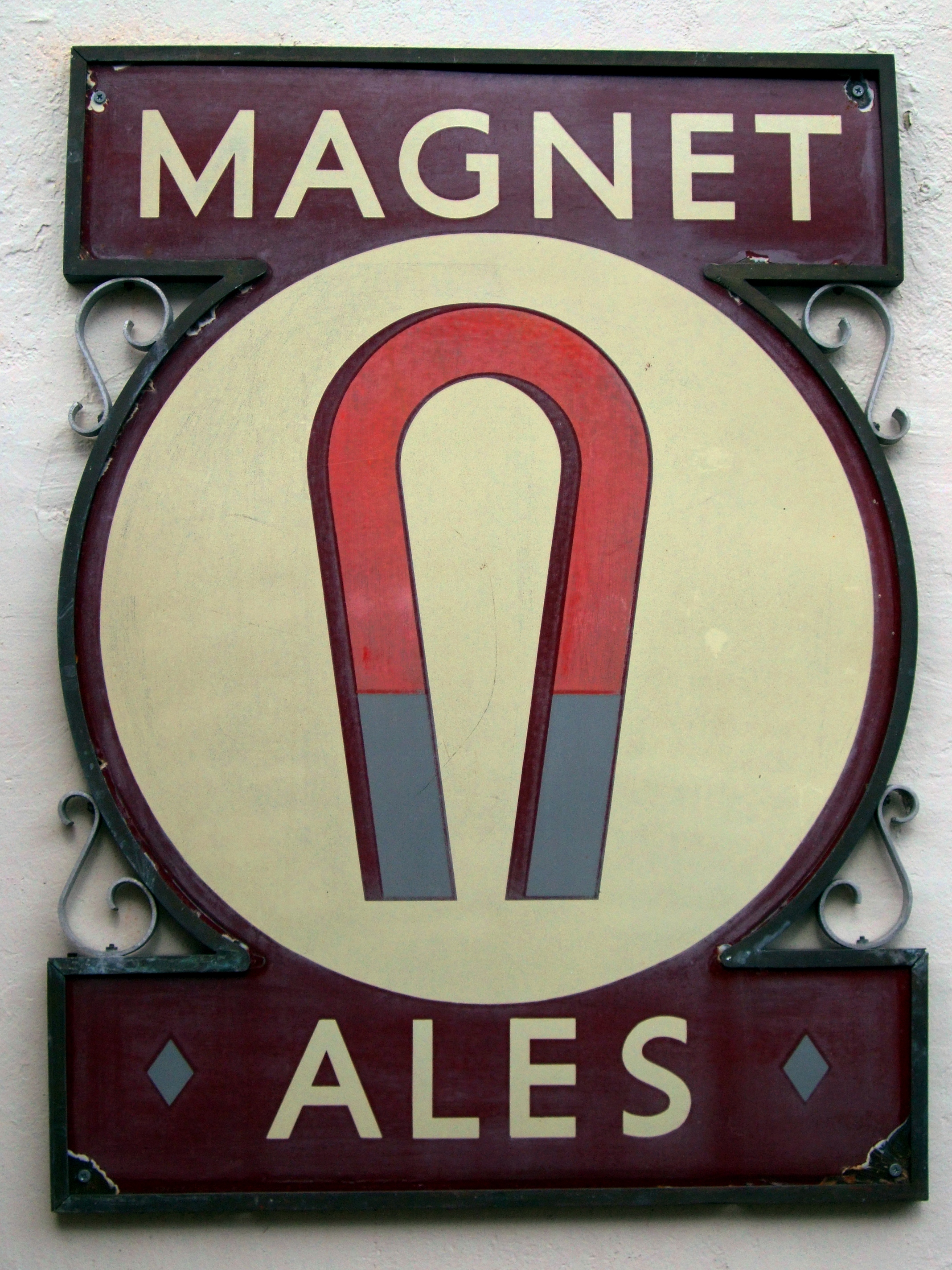
Un cartel en un pub de Londres anuncia «Magnet Ales».

La marca Magnet se registró por primera vez en septiembre de 1908 en Bruselas y simbolizaba la fuerza.
La asociación de la empresa con la publicidad televisiva comenzó en 1971 con la campaña «Yorkshiremen love it» (A los yorkshireanos les encanta).
Una de las primeras campañas utilizó una serie de parodias de «Stop the Cavalry» de Jona Lewie, en las que generalmente se ensalzaba a «yer mate called Smith».
A esta le siguió la campaña «Big John», que se llevó a cabo en el norte de Inglaterra a partir de 1981 y se centró en una reescritura de la grapa de música country Big Bad John. Courage pudo demostrar a un panel independiente que la campaña de 300.000 libras había supuesto un aumento de ventas de 5 millones de libras en el norte.
De 1979 a 1986, Gordon Rollings interpretó al adusto Arkwright de Yorkshire en una campaña que sólo se utilizó en el sur del país. La campaña ganó numerosos premios de la industria publicitaria y apareció en el programa The Tonight Show con Johnny Carson. Tras la muerte de Rollings en 1986, la campaña continuó con el sucesor de Arkwright, Barraclough, hasta 1991. A pesar de su éxito, la campaña no estuvo exenta de detractores, como Deyan Sudjic, que la describió en The Times como una «campaña espuria de callos y remolinos».

### Campañas sin sentido
De 1992 a 1997, el cómico Jack Dee protagonizó la campaña «No Nonsense», creada por DDB. La campaña de Dee fue ampliamente reconocida por ayudar a John Smith's a pasar de la decimosexta a la cuarta marca de cerveza más vendida en el Reino Unido, ya que las ventas aumentaron un 65%, y la marca superó a Tetley's como la marca de cerveza más vendida del mundo en 1995. La campaña de Dee ganó cincuenta premios de publicidad, y ayudó a convertir al cómico en ascenso en un nombre muy conocido.
Dee dimitió en 1997 y fue sustituido en 1998 por un recortable de cartón conocido como «No Nonsense Man», de la agencia de publicidad GGT. A pesar de aparecer en más de 20.000 pubs, clubes y tiendas, se comprobó que No Nonsense Man tenía menos impacto que los anuncios de Dee.
Peter Kay representó a la marca de 2002 a 2005 y de nuevo en 2010-11. La campaña de Kay fue descrita como un «fenómeno publicitario», e introdujo la frase «¡Avívalo!» en la conciencia pública. Entre 2002 y 2004, los anuncios de Kay ganaron más de cincuenta premios de publicidad y marketing, lo que la convirtió en la sexta campaña publicitaria más premiada del mundo. A pesar del éxito de la campaña de Kay, la cervecera rival Interbrew criticó la «chabacanería» percibida de los anuncios por obstaculizar las ventas de cerveza entre las mujeres.

### Patrocinios

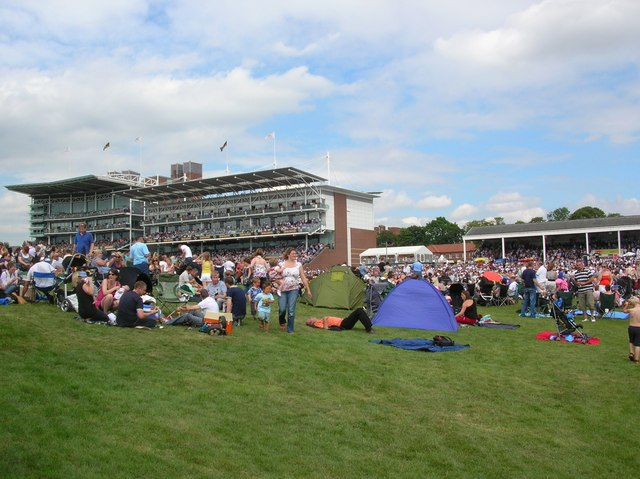
Día de John Smith en el hipódromo de York en 2009.

John Smith's es uno de los principales patrocinadores de las carreras de caballos en el Reino Unido. Patrocina el Northumberland Plate desde 2003, y se celebran más de 90 jornadas de carreras «No Nonsense» a lo largo del año en 28 hipódromos de salto y lisos de todo el Reino Unido. La marca patrocina la Copa John Smith's (originalmente Copa Magnet hasta 1998) en York desde 1960, que es el patrocinio más antiguo en carreras lisas del mundo. John Smith's patrocinó anteriormente el Grand National entre 2005 y 2013.
En agosto de 2012, John Smith's anunció el patrocinio por cinco años del Kirklees Stadium de Huddersfield, sede del equipo de fútbol Huddersfield Town y del equipo de rugby league Huddersfield Giants, que pasó a llamarse «John Smith's Stadium». En diciembre de 2016, este acuerdo se prorrogó por otros cinco años.